# Nericonia fuscicornis
Nericonia fuscicornis là một loài bọ cánh cứng trong họ Cerambycidae.